# 앨로아

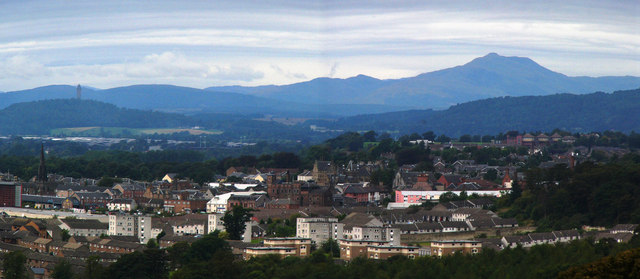
앨로아

앨로아(영어: Alloa, 스코틀랜드 게일어: Alamhagh)는 스코틀랜드 클라크매넌셔의 행정 중심지로 면적은 9.1km2, 인구는 18,989명(2001년 기준)이다. 스털링에서 동쪽으로 8.9km, 폴커크에서 북쪽으로 12.7km 정도 떨어진 곳에 위치한다.